# Hygrotus enneagrammus
Hygrotus enneagrammus es una especie de escarabajo del género Hygrotus, familia Dytiscidae. Fue descrita científicamente por Ahrens en 1833.

## Distribución geográfica
Habita en Europa y norte de Asia (excepto China).